# Dolichopeza euthystyla
Dolichopeza euthystyla är en tvåvingeart som beskrevs av Alexander 1968. Dolichopeza euthystyla ingår i släktet Dolichopeza och familjen storharkrankar. Inga underarter finns listade i Catalogue of Life.